# Großer Däbersee
Der Große Däbersee ist ein natürlicher See in Waldsieversdorf im Landkreis Märkisch-Oderland im östlichen Brandenburg. Er ist Teil des Naturparks Märkische Schweiz.

## Entstehung und Lage
Der rund 18,6 Hektar große See entstand während der Weichsel-Eiszeit aus einem Toteisloch. Die mittlere Wassertiefe beträgt 8 Meter; an seiner tiefsten Stelle ist der See etwa 16 Meter tief. Bei durchschnittlichem Wasserstand liegt der Seespiegel bei 40,7 m ü. NHN. Der Zufluss erfolgt über den Diebsgraben aus Müncheberg durch das Naturschutzgebiet Gumnitz und Großer Schlagenthinsee über das Kreuzfließ und den Kleinen Däbersee. Die Mühlenplumpe, die Bullenwiese sowie einige Fischteiche bilden den Abfluss in die Stöbber. Der See ist geschichtet, der Trophie-Index beträgt 3,3, d. h. der See ist eutroph. der Seespiegel ist verglichen mit der Topographischen Karte 1:25.000 von 1942 um 90 cm angestiegen (damals 39,8 m über NN). 
Der Große Däbersee befindet sich im Südosten der Gemeinde Waldsieversdorf und ist weitgehend von Wald umgeben. Im Nordwesten des Sees verläuft eine befestigte Uferstraße. Ganz im Norden ist seit dem 20. Jahrhundert eine Badestelle (Volksbad) eingerichtet. Diese offizielle Bademöglichkeit ist mit Liegewiesen, einer Wasserrutsche und Sprungturm ausgestattet.
Am östlichen Ufer des Sees befindet sich ein Blockhaus, das nach Vorgaben von John Heartfield zu Beginn der 1960er Jahre errichtet wurde. Der Künstler lebte hier die meiste Zeit des Jahres mit Ehefrau und Kindern bis zu seinem Tod im Jahr 1968.
Um den See verläuft auf etwa drei Kilometer länger ein ausgeschilderter Rundwanderweg.

## Geschichte
Der See wird um 1790 als Döber See bezeichnet. Im Urmesstischblatt 3450 Müncheberg von 1843 heißt er bereits Gr. Däbersee. Der Name leitet sich von einer altpolabischen/altsorbischen Grundform *Dobr- = gut ab. Im übertragenen Sinn z. B. bei Seen kann dies auch „schön, klar, sauber“ oder auch „nützlich“ im Sinne von fischreich bedeuten.

## Flora und Fauna
Die Ufer sind zum Teil mit dem Seltenen Wasserschlauch bewachsen. An der Ostseite findet sich auch der Süßwasserschwamm. Im See leben Aale, Barsche, Hechte, Karauschen, Karpfen, Plötze, Schleie und Zander. Der Große Däbersee ist ein registriertes Angelgewässer mit der Nummer 1703. Im Märkischen Fischereibetrieb Rinaus in Waldsieversdorf und bei H. Kleiber in Münchehofe können Angelscheine erworben werden.

## Belege